# Wertpapierorder
Eine Wertpapierorder (Wertpapierauftrag) ist im Bankwesen der Auftrag zum Kauf oder Verkauf einer bestimmten Art und Menge von Wertpapieren.
Das zusammengesetzte Wort beinhaltet die Order (französisch ordre, „bestellen“), die in der alten deutschen Börsensprache für Auftrag stand. Noch heute haben Begriffe wie Orderbuch, Orderbuchstatistik oder Orderzusatz überlebt. Im Wertpapiergeschäft müssen Bankkunden ihrem Kreditinstitut einen formfreien Auftrag zum Kauf oder Verkauf von Wertpapieren erteilen (Kauforder oder Verkaufsorder), damit Banken oder Broker tätig werden können. Einer Wertpapierorder liegt stets eine Kauf- oder Verkaufsentscheidung des Auftraggebers zugrunde. Dazu gibt es Vordrucke in Papierform oder Online beim Electronic Banking. Bei Zulassung zum Online-Banking mit Brokerkonto kann jeder Internet-Nutzer einen Auftrag erteilen. Ausnahmsweise sind auch telefonische Aufträge möglich. Alle Auftragsformen müssen die auftragsrelevanten Daten enthalten, die die Banken für die Abwicklung der Wertpapierorders benötigen.

## Inhalt
Eine Wertpapierorder beinhaltet zunächst die Transaktionsart (Kauf/Verkauf) und die Art des Wertpapiers (Effekten: Aktien, Schuldverschreibungen, Investmentzertifikate, Optionen) und dessen Wertpapierkennnummer/ISIN, eine etwaige Kurs-/Preisgrenze (Limitorder) sowie bestimmte Orderzusätze. Außerdem sind die Ordergültigkeit und der Börsenplatz von Bedeutung. Mit der Unterzeichnung einer Wertpapierorder ist eine rechtliche Bindungswirkung des Kunden gegenüber seiner Bank und umgekehrt verbunden, die Ausführung zu den Orderbedingungen vorzunehmen.
Unterbleibt an einer inländischen Börse die Kursnotierung wegen besonderer Umstände im Bereich des Emittenten (Aussetzung des Handels), erlöschen sämtliche an diesem Ausführungsplatz auszuführenden Wertpapierorders für die betreffenden Wertpapiere.

## Ablauf
Der vom Bankkunden zu unterzeichnende Wertpapierauftrag wird bankintern zunächst auf seine Plausibilität geprüft. Bei Kauforders wird zusätzlich in der Vordisposition überprüft, ob das Bankkonto ausreichend Bankguthaben oder freie Kreditlinien (Effektenlombardkredit) für die Belastung mit dem Kaufpreis aufweist, bei Verkaufsorders muss ein entsprechender Bestand im Wertpapierdepot vorhanden sein. Danach werden die Orders an das Handelssystem des betreffenden Börsenplatzes weitergeleitet, wo sie in das entsprechende elektronische Orderbuch des zuständigen Skontroführers gelangt.

## Ausführungsarten
Eine Order kann unterschiedliche Ausführungsarten besitzen:
- Market Order (englisch best price order): Die Order wird zu dem jeweils an der Börse zum Zeitpunkt der Ordereingabe gültigen Preis ausgeführt.
- Limit Order: Die Order wird zu einem vorgegebenen Preis oder besser ausgeführt. Sollte während der Laufzeit der Order (an den meisten Börsen maximal 90 Tage) der angegebene Preis nicht erreicht werden, so wird die Order gelöscht. In der Regel wird eine kürzere Laufzeit der Order vorgegeben.
- Als Pegged Order werden dynamische programmierte Kaufaufträge bezeichnet, deren Angebotspreis sich automatisch in einem festgelegten Abstand zu dem entsprechenden Underlying bewegt. Hierbei gibt es folgende Ordertypen:
  - Pegged to Market (Orderpreis orientiert sich an dem aktuell besten Marktpreis)
  - Pegged to Primary (Orderpreis ist in einem festgelegten Abstand stets besser als der jeweils aktuelle beste Marktpreis)
  - Pegged to Stock (Orderpreis einer Option orientiert sich an dem aktuellen Marktpreis der unterliegenden Aktie)

Ist eine Order aufgrund eines Fehlers nicht marktgerecht, so spricht man von einem Mistrade.

## Rechtsfragen
In den AGB bezeichnen Kreditinstitute die Wertpapierorder als Auftrag. Für die Wertpapierorder gilt das Auftragsrecht der §§ 662 ff. BGB, wonach das beauftragte Institut sich durch die Annahme eines Auftrags verpflichtet, ein ihm vom Auftraggeber übertragenes Geschäft für diesen zu besorgen. Zwar darf eine Bank im Rahmen des § 665 BGB von den Weisungen des Auftraggebers abweichen, muss ihn aber vorher darüber informieren. Bis zur Auftragsausführung kann der Auftrag von jedem der Beteiligten nach § 671 Abs. 1 BGB widerrufen werden. Über die Ausführung des Auftrags wird das Institut den Kunden unverzüglich unterrichten. Kommt die Order zunächst nicht zur Ausführung (etwa wegen nicht erreichtem Kurslimit), so erhält der Kunde eine Orderbestätigung, bei Ausführung eine Wertpapierkauf- oder -verkaufsabrechnung.
Die Wertpapierorder ist wertpapierrechtlich nach § 69 WpHG ein Kundenauftrag. Diese Vorschrift verlangt, dass Wertpapierdienstleistungsunternehmen
- geeignete Vorkehrungen treffen müssen, um Kundenaufträge unverzüglich und redlich im Verhältnis zu anderen Kundenaufträgen und den Handelsinteressen (Eigenhandel) des Wertpapierdienstleistungsunternehmens auszuführen oder an Dritte weiterzuleiten,
- vergleichbare Kundenaufträge der Reihenfolge ihres Eingangs nach ausführen,
- sicherstellen, dass Kundengelder und Finanzinstrumente korrekt verbucht werden,
- sicherstellen, dass Informationen im Zusammenhang mit noch nicht ausgeführten Kundenaufträgen nicht missbraucht werden und jeder betroffene Kunde über die Zusammenlegung der Aufträge und damit verbundene Risiken und jeder betroffene Privatkunde unverzüglich über alle ihm bekannten wesentlichen Probleme bei der Auftragsausführung informiert wird.

Diese Vorschrift soll einerseits Interessenkonflikten etwa im Zusammenhang mit dem Eigenhandel vorbeugen, andererseits Manipulationen und Missbrauch verhindern, denen Wertpapierorders ausgesetzt sein könnten.
Werden Finanzprodukte über eine Anlageberatung bei Kreditinstituten oder Finanzdienstleistungsinstituten gekauft oder verkauft oder eine Halteempfehlung ausgesprochen, ist gemäß § 64 Abs. 4 WpHG dem Privatanleger eine schriftliche Geeignetheitserklärung vor Abgabe der Wertpapierorder zur Verfügung zu stellen, die sämtliche Risiken erläutert und dem Anleger attestiert, dass seine Risikoeinstellung hierfür die richtige Risikoklasse aufweist.
Die Börsenordnungen sprechen von „Orders“ und unterscheiden zwischen „Limitorders“, die mit einem Kurslimit versehen sind und „Market Orders“ als unlimitierte Kauf- oder Verkaufsorders. Orderlage ist die Anzahl aller gültigen Orders, die im Orderbuch zu einem bestimmten Zeitpunkt eingetragen sind. Persistente Orders verbleiben auch nach einer Handelsunterbrechung oder nach einem technischen Problem mit dem Handelssystem im Orderbuch, nicht-persistente Orders hingegen werden gelöscht. Stop-Orders unterteilen sich in Stop-Limit-Orders und Stop-Market-Orders. Bei einer Aussetzung des Handels werden gemäß § 59 BörsO (Börse Frankfurt) bestehende Orders gelöscht. Sämtliche Orders müssen nach § 73 BörsO als Eigenhandelsorder oder Kundenorder gekennzeichnet sein. Alle Orders, die in das Handelssystem eingegeben und von diesem akzeptiert worden sind, erhalten beim Eintreffen in der zentralen Stelle des Handelssystems, die das jeweilige Orderbuch führt, einen Zeitstempel und eine Ordernummer (§ 77 BörsO).

## Wirtschaftliche Aspekte
Wertpapierorders sind Transaktionen, bei denen zwischen Käufer und Verkäufer ein Risikotransfer stattfindet, weil das Handelsobjekt mit einem – mehr oder weniger hohen – Finanzrisiko behaftet ist. Während der Käufer das Finanzrisiko als Risikoträger erwirbt und eine Long-Position eingeht, endet das Risiko beim Verkäufer durch seine Short Position.
Wertpapierorders lösen Transaktionskosten in Form von Bankgebühren (Provisionen) aus, in einigen Staaten ist hiermit auch eine Börsenumsatzsteuer verbunden. Art. 5 Abs. 2 der Richtlinie 2008/7/EG vom 12. Februar 2008 betreffend die indirekten Steuern auf die Ansammlung von Kapital konkretisiert in die Kapitalverkehrsfreiheit, eine der vier Grundfreiheiten der EU. Eine Erhebung einer Börsenumsatzsteuer wird unter den in Art. 6 Abs. 1 der Richtlinie aufgeführten Voraussetzungen ausdrücklich erlaubt.